# Nordwand (film)
Nordwand (dansk: Nordvæg) er en tysk spillefilm fra 2008 baseret på virkelige hændelser i forbindelse med det første forsøg på at bestige den nordlige side af Eigerbjerget i Schweiz. Nordwand er en dramatisering af et mislykket forsøg på at bestige Eigerbjergets nordlige side, som Andreas Hinterstoißer og Toni Kurz foretog sammen med to østrigske klatrere i sommeren 1936. Filmen er en spændingsfyldt gengivelse af den farefulde klatretur og opmærksomheden forsøget vakte blandt journalister og gæster ved et hotel lige ved foden af bjerget. Baggrunden for klatringsforsøget var den prestige, som nazisterne tillagde førstebestigningen af Eigerens nordlige side: Hitler udlovede en guldmedalje til de første, som løste «Alpernes sidste problem» og håbet var, at dette ville blive rigtige etnisk tyske helte, som kunne bruges i propagandaen.
Hovedrollerne spilles af Benno Fürmann (Toni Kurz), Florian Lukas (Andreas Hinterstoißer) og Johanna Wokalek (fotojournalisten Luise Fellner). Filmen blev filmet i Østrig og Schweiz.

## Handlingen i forhold til faktiske hændelser
Filmskaberne holder sig tæt på de faktiske hændelser, men der er blevet digtet på historien for dramatikkens skyld. 
- De fire bjergbestigere har alle de samme navne, som de virkelige bjergbestigere havde.
- Kurz og Hinterstoißers østrigske konkurrenter bliver i filmen fremstillet temmelig usympatiske.
- Luise Fellner, og dermed forholdet til Toni Kurz, er opdigtet, Kurz kæreste hed i virkeligheden Luise Brüller, men hun var ikke taget med på turen.
- Kurz og Hinterstoisser havde 2 år før deres død etableret deres egen rute på Berchtesgadener Hochthron.
- Ruten som bjergbestigerne fulgte, er stort set den samme, som bliver vist i filmen.
- Detaljerne i ulykkesforløbet er til dels ændret, blandt andet afviger den rute, de følger, noget fra den virkelige, og i modsætning til de rigtige klatrere mister filmens tyske klatrere stegjernene.
- I filmen står Kurz lænet mod en bjergside, mens han venter på redningsmandskabet – i virkeligheden hang han i rebet natten lang.
- Rebet som Hinterstoisser placerede på Hinterstoisser traversen, som også blev benyttet af de andre for at komme over, blev fjernet før den sidste på holdet fortsatte opad.
- Da en af de østrigske klatreres lig blev fundet, havde han en bandage rundt om hovedet pga. en skade.
- Under nedstigningen forsøgte Andi at krydse området kendt som Hinterstoisser traversen vha. et pendulsving, som han havde gjort ved opstigningen, og han gav op, da det gik op for ham, at hans forsøg var håbløst. (Selvom scenen i filmen er kort, prøvede Andi i timevis, inden han gav op)
- Et reb som støttede to bjergbestigere blev skåret over, for at komme fremad for at redde (i stedet for i panik i filmen), rebet blev skåret over under bjergbestigeren, som skar (og ikke af en af klatrerne som faldt, pga. rebet blev skåret over), det blev skåret over efter instruktioner fra redningsfolkene, og efter de to var så ud til ikke længere at kunne kommunikere eller hjælpe i deres egen redning.

Efter lavinen:
- Kurz var den eneste med håb for overlevelse,
- Han havde mistet en handske, hvilket resulterede i at hele armen var stiv og ubrugelig,
- Han kommunikerede med redningsfolkene ved tunnelvinduet,
- Han optrævlede et reb vha. sine tænder og en hånd i løbet af 5 timer, hvilket resulterede i et længere reb, som han sænkede, så endnu et reb kunne blive bundet fast i det og firet op til resten af hans nedstigning.
- Tilslutningen (Anschluss) af Østrig til Tyskland havde stor offentlig støtte i Østrig, og den blev gennemført i 1938.